# ليف باك
ليف باك (بالنرويجية البوكمول: Liv Buck)‏ هي نقابية نرويجية، ولدت في 24 ديسمبر 1928، وتوفيت في 29 مارس 2012.